# Piotr Stachiewicz

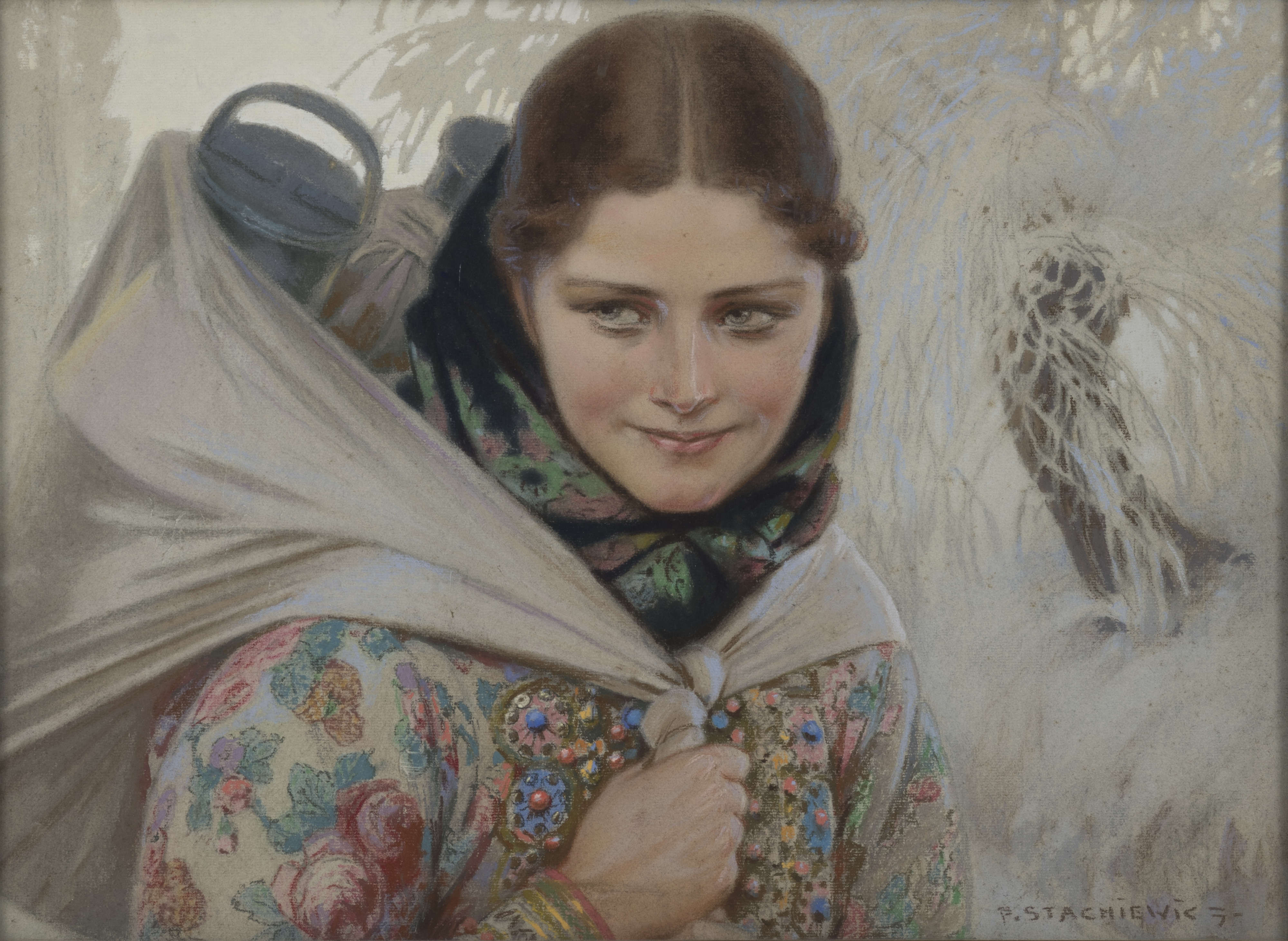
Piotr Stachiewicz, Mleczarka, Muzeum Narodowe w Lublinie

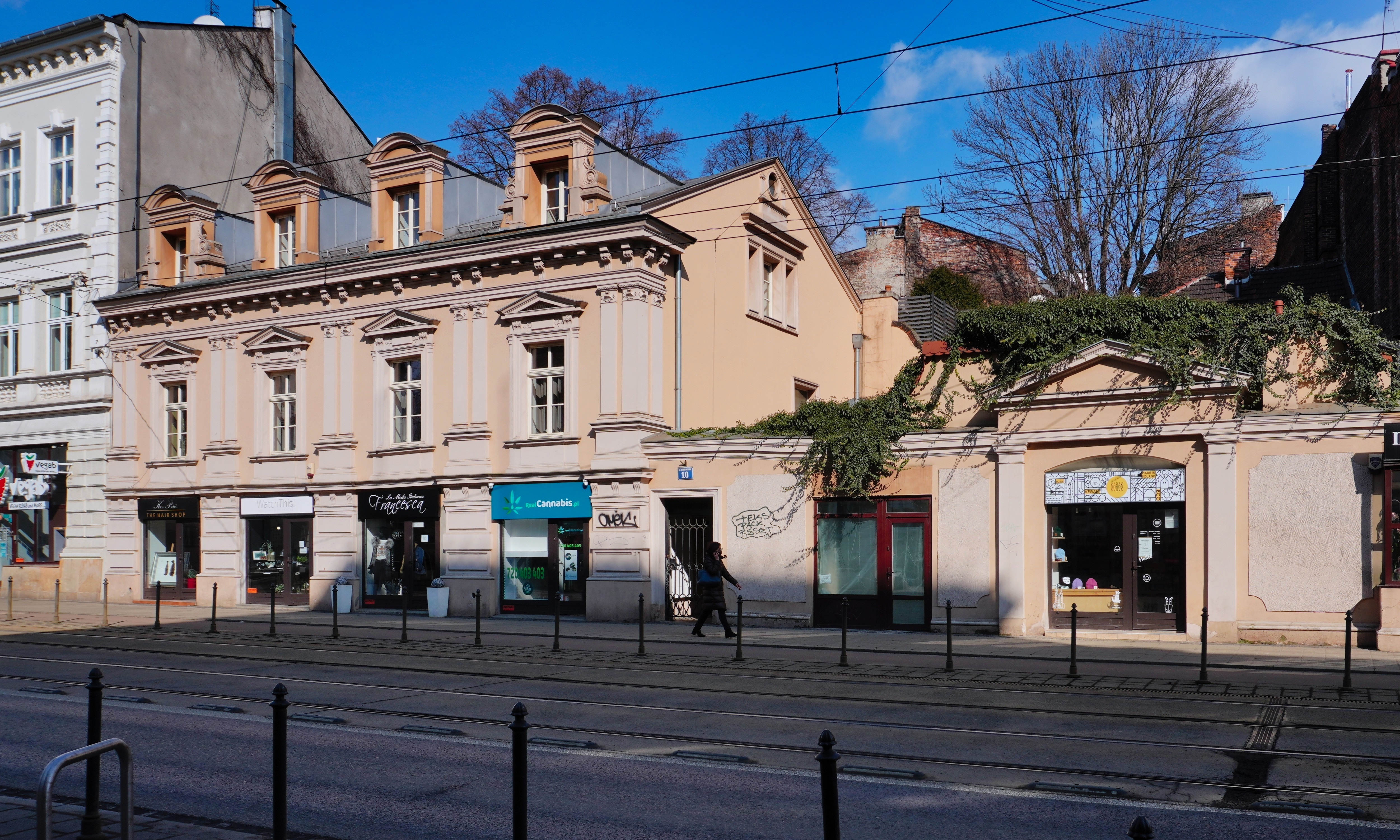
Kamienica przy ulicy Starowiślnej 10 w Krakowie, gdzie do 1904 roku mieściła się pracownia malarska Piotra Stachiewicza

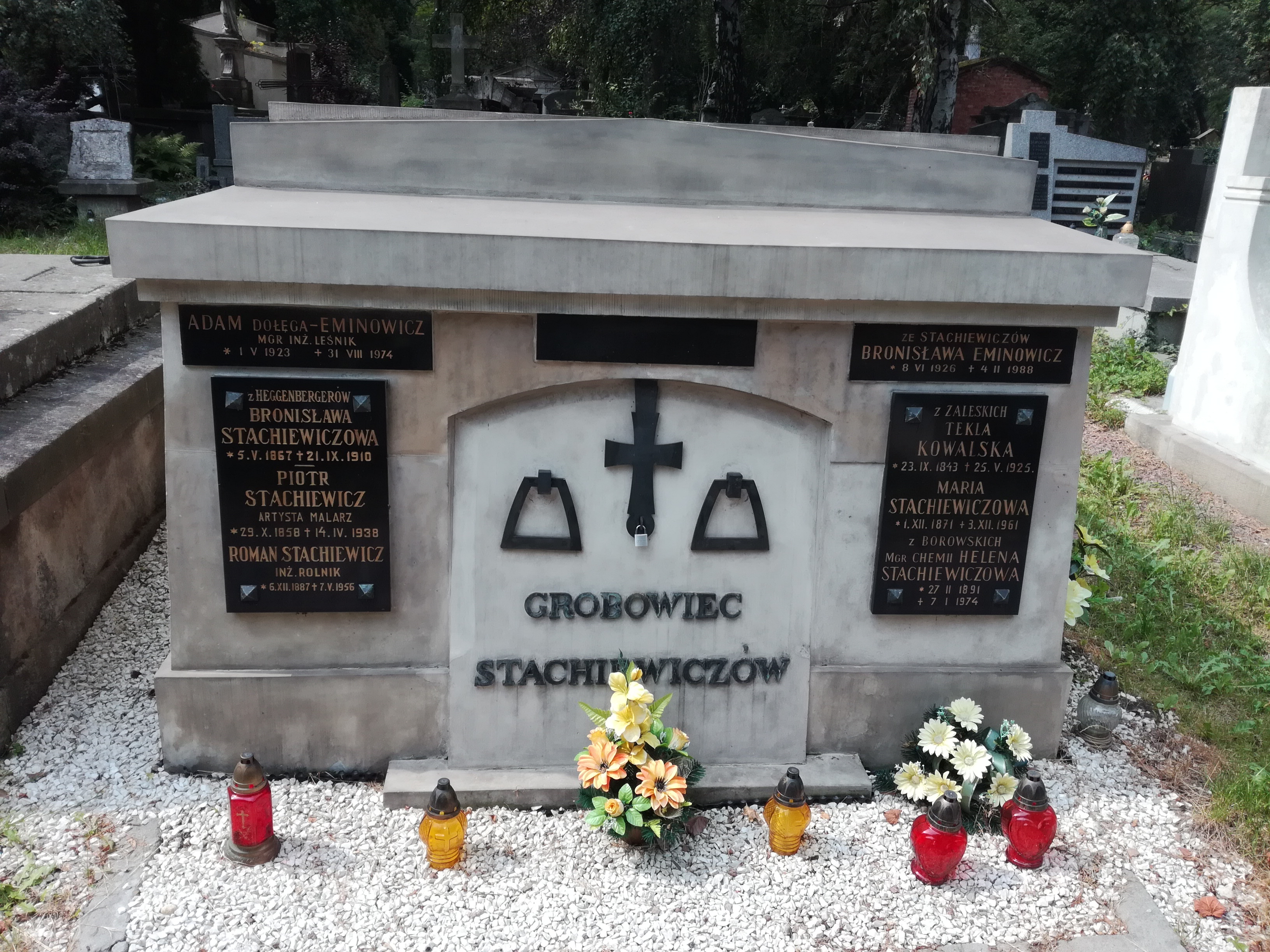
Grób Piotra Stachiewicza na cmentarzu Rakowickim

Piotr Stachiewicz (ur. 29 października 1858 w Nowosiółkach Gościnnych w ziemi samborskiej, zm. 14 kwietnia 1938 w Krakowie) – polski malarz i ilustrator.

## Życiorys
W latach 1877–1883 kształcił się w krakowskiej Szkole Sztuk Pięknych u Jana Matejki, Władysława Łuszczkiewicza oraz Floriana Cynka. Studia w latach 1882–1885 kontynuował w Monachium (Akademii Sztuk Pięknych – Techn. Malklasse od 21 października 1882).
Od 1885 mieszkał w Krakowie, tworzył obrazy religijne, historyczne, rodzajowe oraz portrety. Znane są zwłaszcza portrety kobiety w stroju krakowskim do których pozowała mu „Piękna Zośka” – Zofia Paluchowa. Stachiewicz jest autorem dekoracji mozaikowej kościoła OO Jezuitów. Popularność przyniósł mu m.in. cykl obrazów „Królowa Niebios. Legendy o Matce Boskiej” z 1893, z którego wykonał też grafiki, sprzedawane później w dużych ilościach. Od 1889 był członkiem Towarzystwa Przyjaciół Sztuk Pięknych w latach 1900–1913 pełniąc w nim funkcję wiceprezesa. W latach 1912–1918 wykładał na Wyższych Kursach dla Kobiet im. Adriana Baranieckiego (jednocześnie był kierownikiem i opiekunem wydziału artystycznego).
Jego ulubionym tematem prac malarskich była Najświętsza Maria Panna z Dzieciątkiem Jezus, sceny z życia ludu krakowskiego oraz prześladowanie dawnych chrześcijan, stąd też stworzył ilustracje do powieści Quo vadis Henryka Sienkiewicza, a ponadto do poezji Adama Mickiewicza oraz Marii Konopnickiej oraz ilustracje do reklam. W 1892 namalował obraz „Śmierć górnika” uhonorowany nagrodą Akademii Umiejętności im. Probusa Barczewskiego. W latach 1893–1895 powstał, zaginiony obecnie, cykl dwunastu obrazów jego pędzla ilustrujących kopalnię w Wieliczce i pracę tamtejszych górników
Zainicjował powstanie krakowskiego dwutygodnika „Świat”, wraz z Włodzimierzem Tetmajerem w 1931 wydał Album kolorowych reprodukcji Wieliczka. Przed 1923 był prezesem honorowym Związku Polskich Artystów Plastyków w Krakowie.
2 maja 1923 został odznaczony Krzyżem Oficerskim Orderu Odrodzenia Polski „za zasługi, położone dla Rzeczypospolitej Polskiej na polu sztuki".
Pochowany został w grobowcu rodzinnym na cmentarzu Rakowickim (kwatera RA, rząd wschodni). Na kamienicy przy ul. Wenecja 1, gdzie mieszkał, wmurowano tablicę pamiątkową.
Jego imieniem nazwana jest ulica na Azorach w Krakowie.
Piotr Stachiewicz był dwukrotnie żonaty. Z związku z pierwszą żoną Bronisławą z Heggenbergerów (1867–1910) miał czworo dzieci: Romana (1887–1956), inżyniera rolnictwa, Annę (1888–1942), zamężną z Michałem Siedleckim, Piotra Zdzisława (1897–1940), kapitana Wojska Polskiego, inżyniera, zamordowanego w Charkowie i Bronisławę (ok. 1900–ok. 1903).